# Артиллерийский арсенал (Динабургская крепость)
Артиллерийский арсенал — здание Динабургской крепости в городе Даугавпилсе (Латвия). С 2013 года в здании располагается Арт-центр имени Марка Ротко до 1 октября 2023 года, далее Музей Ротко.

## Описание
Здание занимает квартал в периметре улиц Михаила, Императорской, Николая. Во внутреннем дворе здания есть две аппарели/пандусы, ведущие ко второму этажу боковых крыльев здания, ранее они были гладкие, позволявшие на телегах поднимать и спускать грузы со второго этажа. Справа за зданием находятся Михайловские ворота, наискосок от него на холме комплекс Иезуитского коллегиума, жилая застройка по улице Михаила, слева Водоподъёмное здание и Николаевские ворота. Напротив арсенала находится пороховой погреб. Адрес: улица Михаила, 3

## История
Здание построено в период 1830—1833 годов. В нём выполнялись ремонтные работы, хранение пушек крепости. В начале 20 века арсенал был переименован в Двинский артиллерийский склад. При 1 ЛР, в западном крыле здания был устроен гараж для хранения 4-6 танков Виккерс, танковой роты 4 Земгальской дивизии. В советский период тут находилась курсантская столовая, потом  с 1975 года казарма курсантов 4 факультета военного училища. После выхода училища в 1993 году здание пустовало, не отапливалось, подвергаясь воздействию непогоды, отсыревало.